# Aaron Ward (Politiker)

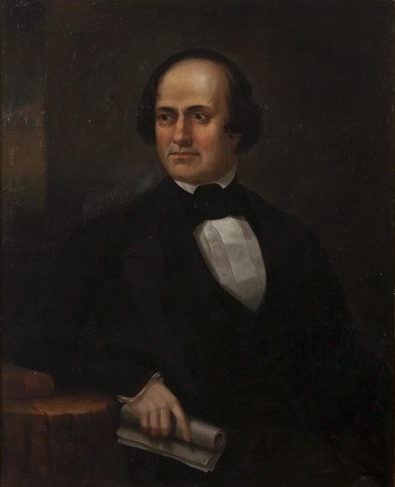
Aaron Ward

Aaron Ward (* 5. Juli 1790 in Sing Sing (heute Ossining), New York; † 2. März 1867 in Georgetown D.C.) war ein US-amerikanischer Offizier, Jurist und Politiker. Er vertrat zwischen 1825 und 1829, dann zwischen 1831 und 1837 und zuletzt zwischen 1841 und 1843 den Bundesstaat New York im US-Repräsentantenhaus.

## Werdegang
Aaron Ward wurde ungefähr neun Jahre nach dem Ende des Unabhängigkeitskrieges in Sing Sing geboren. Er schloss seine Vorstudien an der Mount Pleasant Academy ab. Während des Britisch-Amerikanischen Krieges diente er im 29. Infanterieregiment, wo er zuerst den Dienstgrad eines Lieutenants und dann eines Captains bekleidete. Nach dem Ende des Krieges studierte er Jura und begann nach dem Erhalt seiner Zulassung als Anwalt in Sing Sing zu praktizieren. Ward war Bezirksstaatsanwalt in Westchester County. Am 19. Januar 1820 heiratete er Mary L. Watson (1797–1853), Tochter von Elkanah Watson. Ward diente in der Miliz von New York. Während dieser Zeit stieg er vom Colonel zum Generalmajor auf.
Als Folge einer Zersplitterung der Demokratisch-Republikanischen Partei vor und während der Präsidentschaft von John Quincy Adams (1825–1829) schloss er sich der Anti-Jacksonian-Fraktion an. Bei den Kongresswahlen des Jahres 1824 wurde Ward im vierten Wahlbezirk von New York in das US-Repräsentantenhaus in Washington, D.C. gewählt, wo er am 4. März 1825 die Nachfolge von Joel Frost antrat. Vor der Wahl im Jahr 1826 wechselte seine politische Zugehörigkeit zu der Adams-Fraktion. Nach einer erfolgreichen Wiederwahl verzichtete er im Jahr 1828 auf eine erneute Kandidatur und schied nach dem 4. März 1829 aus dem Kongress aus. In der folgenden Zeit schloss er sich der Jacksonian-Fraktion an. Ward wurde in den 22. Kongress gewählt, wo er am 4. März 1831 die Nachfolge von Henry B. Cowles antrat. 1834 wurde Gen. Aaron Ward zum Ehrenmitglied (Honorary NA) der National Academy of Design gewählt.
Als Kongressabgeordneter wurde er zwei Mal in Folge wiedergewählt. Da er auf eine sechste Kandidatur verzichtete, schied er nach dem 3. März 1837 aus dem Kongress aus. Als Demokrat wurde er im Jahr 1840 in das US-Repräsentantenhaus wiedergewählt. Er trat am 4. März 1841 die Nachfolge von Gouverneur Kemble an. Im Jahr 1842 erlitt er bei seiner Wiederwahlkandidatur eine Niederlage und schied nach dem 3. März 1843 aus dem Kongress aus.
Danach nahm er 1846 als Delegierter an der verfassunggebenden Versammlung von New York teil. 1855 erlitt er eine Niederlage bei seiner Kandidatur für den Posten des Secretary of State. Ward war der erste Präsident von Dale Cemetery in Ossining und Trustee von der Mount Pleasant Academy. Er verstarb am 2. März 1867 im Haus seines Schwiegersohnes in Georgetown D.C. und wurde dann auf dem Dale Cemetery beigesetzt. Der Kongressabgeordnete Elijah Ward war sein Neffe.